# Emil Wadstein
Nils Emil Wadstein, född 29 maj 1863 i Välluvs församling, Malmöhus län, död 23 april 1943 i Lund, var en svensk läkare.
Wadstein blev medicine licentiat 1894 och medicine doktor 1898 i Lund, där han 1897–1901 var prosektor och docent i praktisk medicin, var 1895–1899 läkare vid Tulseboda brunn och 1900–1928  överläkare vid  Hässleby jubileumsfondssanatorium vid Mariannelund. Han skrev flera avhandlingar inom sin vetenskap och artiklar i Nordisk familjebok.
Wadstein gifte sig den 20 november 1895 i Bårslöv med Eva Helfrid Göthilda Thelander, född 1895 i Voxtorp i Kalmar län.
Wadstein är begravd på Norra kyrkogården i Lund tillsammans med sin hustru och flera av deras barn.